# Konrad Badius
Konrad Badius (französisch: Conrad Bade; * 1510 in Paris; † Oktober 1562 in Orléans) war ein französischer Drucker und Übersetzer.

## Leben und Werk
Konrad Badius (französisch: Conrad Bade) war der Sohn von Jodocus Badius (französisch: Josse Bade), der Schwager von Robert Estienne und der Onkel von Henri Estienne. Er wirkte in Paris in der Druckerei seines Vaters und übernahm sie nach dessen Tod 1535. 1549 oder 1550 floh er als Reformierter nach Genf, wo er in Tuchfühlung zu Jean Crespin und Robert Estienne Werke von Théodore de Bèze und Jean Calvin druckte. Frank Lestringant spricht ihm die Übersetzung des Alcoranus Franciscanorum (L’Alcoran des Cordeliers, 1556) von Erasmus Alberus und des Textes La vie des évêques et papes de Rome von John Bale zu. Als Autor der von ihm gedruckten und ihm lange auch zugeschriebenen (so auch Lestringant) Werke Satyres chrétiennes de la cuisine papale (1560) und Comédie du pape malade et tirant à sa fin (1561) gilt in der neuesten Forschung Théodore de Bèze.
Im März 1562 ging Badius als Pastor nach Orléans und starb dort im Oktober an der Pest.